# Tell el-Farcha
Tell el-Farcha – stanowisko archeologiczne położone w północno-wschodniej Delcie Nilu (Egipt) ok. 120 km na północny wschód od Kairu, ok. 10 km od współczesnego miasta El Senbellawein i ok. 15 km od starożytnego Mendes, które odegrało znaczącą rolę w historii upadku Tell el-Farcha.
Tworzą go trzy wzgórza-komy o łącznej powierzchni ok. 4,5 ha, których wysokość ponad poziom otaczających pól uprawnych nie przekracza 5 metrów. Południową i wschodnią granicę stanowiska wyznacza współczesna wieś Ghazala, pod którą zapewne znajduje się jego niedostępna już część, zaś północną kanał irygacyjny. 
Stanowisko Tell el-Farcha zostało zidentyfikowane w roku 1987 podczas badań powierzchniowych prowadzonych przez włoską misję archeologiczną Centro Studi e Richerche Ligabue z Wenecji. Na badanej powierzchni ponad 100 ha znaleziono ponad 30 stanowisk, spośród których do wykopalisk wytypowano Tell el-Farcha.
Badania wykopaliskowe prowadzone pod kierunkiem R. Fattovicha w latach 1988–1990 nie przyniosły spektakularnych efektów. W niewielkich wykopach sondażowych znaleziono ceramikę i fragmenty konstrukcji architektonicznych, które pozwoliły na ustalenie sekwencji chronologicznej stanowiska od kultury dolnoegipskiej do początków Starego Państwa. Po dwóch latach z przyczyn finansowych włoski zespół zrezygnował z badań.

## Polskie wykopaliska w Tell el-Farcha
W 1998 roku koncesję podjęli polscy badacze. Po pięciu sezonach ekspedycja kierowana przez prof. Krzysztofa Ciałowicza z Uniwersytetu Jagiellońskiego w Krakowie i dr Marka Chłodnickiego z Muzeum Archeologicznego w Poznaniu może pochwalić się rewelacyjnymi wynikami. Zmiana metody eksploracji na szeroko płaszczyznową przyniosła efekt w postaci odkrycia układu architektonicznego starożytnej osady i mnóstwa zabytków najwyższej klasy.
Badania w Tell el-Farcha są pracami interdyscyplinarnymi. W skład ekspedycji wchodzą nie tylko archeologowie, ale i paleobotanicy, geofizycy, geolodzy, osteolodzy i antropolodzy. Interdyscyplinarność tego przedsięwzięcia wpływa na uzyskiwanie specjalistycznych analiz i badań laboratoryjnych. Pozwala zrekonstruować osadę w okresie jej istnienia, elementy pobliskiej przestrzeni i środowiska przyrodniczego.
Historię Tell el-Farcha podzielono na 7 faz, z których dwie najmłodsze występują tylko na komie centralnym (C).
Na komie zachodnim (W) odkryto budowle o charakterze rezydencjonalno-świątynnym, w której najmłodszej warstwie znaleziono dwa depozyty przedmiotów interpretowanych jako wota. W jej pobliżu w starszych warstwach odkryto centrum browarnicze będące drugim najstarszym tego typu założeniem w Egipcie. Natomiast w najstarszej warstwie odnaleziono pozostałości po dużych rozmiarów konstrukcji wiązanej z kulturą dolnoegipską, która jest dowodem na istnienie w Delcie Nilu lokalnych tradycji architektonicznych przed pojawieniem się ludności nagadyjskiej.
Na komie centralnym (C) zlokalizowane były liczne konstrukcje mieszkalne i gospodarcze, których funkcję potwierdza duża ilość odnalezionych tam narzędzi, kości zwierząt i odpadów.
Kom wschodni (E) do roku 2001 stanowił dla badaczy zagadkę. Po założeniu tam wykopów okazało się zawiera on cmentarzysko, na którym większość grobów prawdopodobnie nie została wyrabowana w starożytności. Dotychczasowe prace prowadzone w tym miejscu przyniosły efekty w postaci odkrycia i przebadania kilkudziesięciu grobów datowanych na pierwszą połowę I dynastii, bogato wyposażonych, ułożonych w dość ciasnym układzie. Tylko niektóre z nich były zrabowane. W roku 2003 na tellu E odkryto prawdopodobnie jeden z najstarszych grobów (mastaba) dostojników z okresu formowania się państwa egipskiego. 
Stanowisko to daje badaczom jedyną, jak do tej pory, okazję na kompleksowe przebadanie zespołu osadniczego, którego początki związane są z lokalną kulturą dolnoegipską, kolejne etapy rozwoju wiążą się z ludnością kultury Nagada, zaś koniec przypada na panowanie pierwszych dynastii, kiedy to transport wodny zastąpił transport karawanowy co spowodowało rozwój ośrodków położonych nad szlakami wodnymi (Mendes) i upadek ośrodków zlokalizowanych z dala od nich (Tell el-Farcha).

## Najważniejsze polskie odkrycia w Tell el-Farcha w latach 1998–2007
- Architektura:
  - największe znane domy kultury dolnoegipskiej
  - rezydencja nagadyjskiego dostojnika
  - budynek kultowy (tzw. "świątynia") z okresu I dynastii
  - najstarsze na tym terenie centrum browarnicze (6 browarów),
  - silosy i magazyny
  - jedno- i wielokomorowe groby
  - okrągła budowla z szachownicową posadzką o nieznanym przeznaczeniu
  - mastaba z ok. 3000 p.n.e.

- Sztuka:
  - figurki ze złotej blachy przedstawiające stojących mężczyzn być może pierwszych władców Egiptu
  - gliniane i kamienne figurki ludzi i zwierząt z tzw. "depozytów świątynnych"
  - dekorowane, gliniane grzechotki z tzw. "depozytu świątynnego"
  - naszyjnik z pokrytym złotą blacha wisiorem z grobu dziewczynki
  - figurki z kłów hipopotama
  - zwierzęta

- Ceramika:
  - naczynia kultury dolnoegipskiej, nagadyjskiej oraz z okresu I - IV dynastii
  - naczynia ze znakami garncarskimi (potmarks)
  - naczynia z fragmentami serechów oraz wczesnymi znakami hieroglificznymi
  - naczynia importowane z Górnego Egiptu
  - naczynia importowane z Palestyny
  - kamienne i gliniane miniaturki naczyń z tzw. "depozytu świątynnego"

- Inne przedmioty:
  - krzemienne noże rytualne
  - palety kosmetyczne
  - głowice maczug
  - krzemienne narzędzia
  - kościane groty strzał
  - kości wielu zwierząt hodowlanych i dzikich
  - nasiona i szczątki wielu roślin uprawianych i dzikich
  - biżuteria

## Podstawowa bibliografia
- K.M. Ciałowicz, Początki cywilizacji egipskiej, Kraków-Warszawa 1999
- M.Chłodnicki, K.M.Cialowicz et al., Polish excavations at Tell el-Farkha in Nile Delta. Preliminary report 1998-2001, Archeologia LIII (2003)
- K.M.Ciałowicz, M. Chłodnicki, Tell el-Farkha (Ghazala). Season 2002, Polish Archaeology in the Mediterranean XIV. Reports 2004, Warszawa 2005